# 国徽
国徽即代表国家的徽章、纹章，為国家象征之一。国徽上通常有來自大自然的元素，如动植物，但也可能有其他事物，用以表現该国的风土人情、历史文化或意识形态。世上大多数国家的国徽属于盾徽。
除了国徽，一些次主權實體及準國家或自治地方行政区、各级行政区划也有该地区的代表徽章，依自身的行政级别而称作“邦徽”、“州徽”、“区徽”、“市徽”、“省徽”、“郡徽”、“县徽”等。

## 分类

### 纹章国徽
来源于欧洲中古时代的传统纹章，欧洲的国家及殖民地受其影响的国家国徽多采用这一样式。其圖案多由奇幻動物（獨角獸等）、鷹、王冠、盾、斗篷等構成。一些国家亦采用简化的纹章中心盾徽作为国徽。

#### 歐洲紋章

##### 聯合國會員國

Albania
Andorra
Armenia
Austria
Azerbaijan
Belarus
Belgium
Bosnia and Herzegovina
Bulgaria
Croatia
Cyprus
Czech Republic
Denmark
Estonia
Finland
France
Georgia
Germany
Greece
Hungary
Iceland
Ireland
Italy
Kazakhstan
Latvia
Liechtenstein
Lithuania
Luxembourg
North Macedonia
Malta
Moldova
Monaco
Montenegro
Netherlands
Norway
Poland
Portugal
Romania
Russian Federation
San Marino
Serbia
Slovenia
Slovakia
Spain
Sweden
Switzerland
Turkey
Ukraine
UK

- 阿尔巴尼亚
- 安道尔
- 亞美尼亞
- 奥地利
- 白俄羅斯
- 比利时
- 保加利亚
- 賽普勒斯
- 捷克
- 丹麦
- 爱沙尼亚
- 芬兰
- 法國
- 德国
- 希腊
- 匈牙利
- 冰島
- 愛爾蘭
- 義大利
- 拉脫維亞
- 列支敦斯登
- 立陶宛
- 盧森堡
- 北馬其頓
- 馬爾他
- 摩尔多瓦
- 摩納哥
- 蒙特內哥羅
- 荷蘭
- 挪威
- 波蘭
- 葡萄牙
- 羅馬尼亞
- 俄羅斯
- 圣马力诺
- 塞爾維亞
- 斯洛維尼亞
- 斯洛伐克
- 西班牙
- 瑞典
- 瑞士
- 土耳其
- 乌克兰
- 英国

##### 非聯合國會員國

Abkhazia
Donetsk People's Republic
Luhansk People's Republic
Kosovo
South Ossetia
Transnistria
Vatican City

- 阿布哈茲
- 顿涅茨克人民共和国
- 卢甘斯克人民共和国
- 科索沃
- 南奥塞梯
- 德涅斯特河沿岸
- 北賽普勒斯
- 梵蒂冈

##### 自治領土和地區

Republic of Crimea
Republika Srpska
Gibraltar
Faroe Islands
Isle of Man
Jersey
Guernsey
Alderney
Sark
England
Wales
Åland
Gagauzia

Anguilla
Aruba
Bonaire
Bermuda
Puerto Rico
Greenland
Guadeloupe
Curaçao
United States Virgin Islands
British Virgin Islands
Turks and Caicos Islands
Saint Pierre and Miquelon
Sint Eustatius
Saba
Cayman Islands
Saint_Barthélemy
Sint Maarten
French Guiana

- 克里米亞共和國
- 塞族共和國
- 直布罗陀
- 法罗群岛
- 马恩岛
- 澤西
- 根西
- 奧爾德尼
- 薩克
- 英格兰
- 奥兰
- 加告茲

#### 亚洲徽章

##### 联合国会员国

Armenia
Azerbaijan
Bangladesh
Bahrain
Brunei
Bhutan
Cambodia
People's Republic of China
Cyprus
East Timor
Egypt
Georgia
India
Indonesia
Iran
Iraq
Israel
Japan
Jordan
North Korea
South Korea
Kuwait
Kazakhstan
Kyrgyzstan
Laos
Lebanon
Malaysia
Maldives
Myanmar
Mongolia
Nepal
Oman
QAT
Pakistan
Philippines
Saudi Arabia
Syria
Singapore
Sri Lanka
Tajikistan
Thailand
Turkmenistan
Turkey
United Arab Emirates
Uzbekistan
Vietnam
Yemen

Angola
Benin
Botswana
Burkina Faso
Burundi
Cameroon
Cape Verde
Central African Republic
Chad
Comoros
Congo
DR Congo
Ivory_Coast
Djibouti
Equatorial Guinea
Eritrea
Ethiopia
Gabon
Gambia
Ghana
Guinea
Guinea-Bissau
Lesotho
Liberia
Libya
Madagascar
Malawi
Mali
Mauritania
Mauritius
Morocco
Mozambique
Namibia
Niger
Nigeria
Rwanda
Sahrawi Arab Democratic Republic
São Tomé and Príncipe
Senegal
Seychelles
Sierra Leone
Somalia
South Sudan
Sudan
Eswatini
Tanzania
Togo
Tunisia
Uganda
Zambia
Zimbabwe

- 亞美尼亞
- 巴林
- 不丹
- 柬埔寨
- 中华人民共和国
- 賽普勒斯
- 东帝汶
- 埃及
- 印度
- 印度尼西亞
- 伊朗
- 伊拉克
- 以色列
- 日本
- 约旦
- 科威特
- 黎巴嫩
- 马来西亚
- 馬爾地夫
- 緬甸
- 蒙古国
- 尼泊尔
- 阿曼
- 巴基斯坦
- 菲律賓
- 沙烏地阿拉伯
- 叙利亚
- 新加坡
- 斯里蘭卡
- 泰國
- 土耳其
- 阿联酋
- 越南
- 葉門

##### 非联合国会员国

Abkhazia
Republic of China
Northern Cyprus
South Ossetia
Palestine

- 阿布哈茲
- 中華民國
- 北賽普勒斯
- 南奥塞梯
- 巴勒斯坦

##### 自治领土和属地

Aceh
Adjara
Bangsamoro
Punjab
Khyber Pakhtunkhwa
Sindh
Balochistan
Abu Dhabi
Dubai
Fujairah
Ras al-Khaimah
Sharjah
Hong Kong
Macau
Rojava
Karakalpakstan
Kurdistan
Cocos (Keeling) Islands
Christmas Island
Wa State

Amur Oblast
Buryatia
Jewish Autonomous Oblast
Zabaykalsky Krai
Kamchatka Krai
Magadan Oblast
Primorsky Krai
Sakha Republic
Sakhalin Oblast
Khabarovsk Krai
Chukotka Autonomous Okrug
Kurgan Oblast
Sverdlovsk Oblast
Tyumen Oblast
Khanty-Mansi Autonomous Okrug
Chelyabinsk Oblast
Yamalo-Nenets Autonomous Okrug
Altai Republic
Altai Krai
Irkutsk Oblast
Kemerovo Oblast
Krasnoyarsk Krai
Novosibirsk Oblast
Tuva
Khakassia

- 亞齊特區
- 阿扎尔自治共和国
- 邦萨摩洛
- 旁遮普省
- 开伯尔-普什图省
- 信德省
- 俾路支斯坦
- 沙迦
- 香港
- 澳門
- 罗贾瓦
- 卡拉卡尔帕克斯坦
- 伊拉克库尔德斯坦
- 科科斯（基林）群島
- 圣诞岛
- 佤邦

- 阿穆尔州
- 布里亞特共和國
- 犹太自治州
- 外貝加爾邊疆區
- 堪察加邊疆區
- 马加丹州
- 滨海边疆区
- 萨哈（雅库特）共和国
- 萨哈林州
- 哈巴罗夫斯克边疆区
- 楚科奇自治區
- 庫爾干州
- 斯維爾德洛夫斯克州
- 秋明州
- 汉特-曼西自治区
- 车里雅宾斯克州
- 亞馬爾-涅涅茨自治區
- 阿尔泰共和国
- 阿尔泰边疆区
- 伊尔库茨克州
- 克麦罗沃州
- 克拉斯諾亞爾斯克邊疆區
- 新西伯利亞州
- 图瓦共和国
- 哈卡斯共和國

#### 大洋洲徽章

Australia
New Zealand
PNG
Fiji
Samoa
Kiribati
Nauru
TUV
Vanuatu
Tonga
Solomon Islands
COK
NIU
Marshall Islands
FSM
French Polynesia
American Samoa
Bougainville

- 新西兰
- 斐济
- 萨摩亚
- 基里巴斯
- 瑙鲁
- 所罗门群岛
- 庫克群島
- 纽埃
- 马绍尔群岛
- 密克羅尼西亞聯邦
- 法屬玻里尼西亞
- 美属萨摩亚
- 布干维尔

#### 美洲徽章

Argentina
Antigua and Barbuda
Barbados
Bahamas
Brazil
Bolivia
Belize
Canada
Colombia
Costa Rica
Cuba
Chile
Dominican Republic
Dominica
Ecuador
Grenada
Guyana
Guatemala
Haiti
Honduras
Jamaica
Mexico
Nicaragua
El Salvador
Paraguay
Paraguay
Panama
Peru
Saint Kitts and Nevis
Saint Lucia
Saint Vincent and the Grenadines
Suriname
Trinidad and Tobago
Venezuela
Uruguay
United States正面
United States反面

- 阿根廷
- 安地卡及巴布達
- 巴哈马
- 巴西
- 玻利维亚
- 加拿大
- 哥伦比亚
- 古巴
- 智利
- 多米尼克
- 格瑞那達
- 海地
- 牙买加
- 墨西哥
- 尼加拉瓜
- 薩爾瓦多
- 巴拉圭
- 巴拉圭
- 巴拿马
- 秘魯
- 圣基茨和尼维斯
- 圣卢西亚
- 苏里南
- 千里達及托巴哥
- 委內瑞拉
- 乌拉圭
- 美国正面
- 美国反面

##### 自治領土和地區
- 阿鲁巴
- 百慕大
- 波多黎各
- 格陵兰
- 美屬維爾京群島
- 英屬維爾京群島
- 开曼群岛
- 荷屬聖馬丁

#### 非洲徽章

##### 联合国会员国
- 安哥拉
- 布吉納法索
- 喀麦隆
- 中非
- 刚果共和国
- 刚果民主共和国
- 赤道几内亚
- 衣索比亞
- 加彭
- 几内亚
- 賴索托
- 利比里亚
- 利比亞
- 马达加斯加
- 马拉维
- 毛里塔尼亚
- 模里西斯
- 摩洛哥
- 莫桑比克
- 纳米比亚
- 尼日尔
- 奈及利亞
- 卢旺达
- 撒拉威阿拉伯民主共和國
- 聖多美和普林西比
- 塞内加尔
- 塞舌尔
- 南蘇丹
- 苏丹
- 坦桑尼亚
- 多哥
- 突尼西亞
- 乌干达
- 尚比亞
- 辛巴威

##### 非联合国会员国和属地
- 索馬利蘭
- 马约特
- 留尼汪
- 英屬印度洋領地
- 休達
- 聖赫勒拿

Somaliland
Mayotte
Réunion
British Indian Ocean Territory
Canary Islands
Melilla
Ceuta
Saint Helena
Ascension Island
Tristan da Cunha
奥兰治自由邦省

### 社會主義國家國徽
- 社会主义纹徽
- 苏联国徽

最早于1922年由苏联开始使用社会主义纹徽样式，其图案多由稻穗、红色或金色五角星、镰刀锤子、太阳、齿轮构成。（古巴国徽启用于1906年，古巴革命后沿用，因此不属于此类）

#### 歷史上使用社會主義紋章的社會主義國家
- 苏联
- 南斯拉夫
- 捷克斯洛伐克社會主義共和國
- 东德

Soviet Union
Yugoslavia
Czechoslovak Socialist Republic
German Democratic Republic
民主柬埔寨
柬埔寨人民共和國
柬埔寨人民共和國
Tuvan People's Republic
Chinese Soviet Republic

- 图瓦人民共和国
- 中华苏维埃共和国
阿爾巴尼亞社會主義人民共和國
Socialist Republic of Romania
People's Republic of Bulgaria
Hungarian People's Republic

- 罗马尼亚社会主义共和国
保加利亞人民共和國
People's Republic of Mozambique
People's Republic of Benin
People's Democratic Republic of Ethiopia
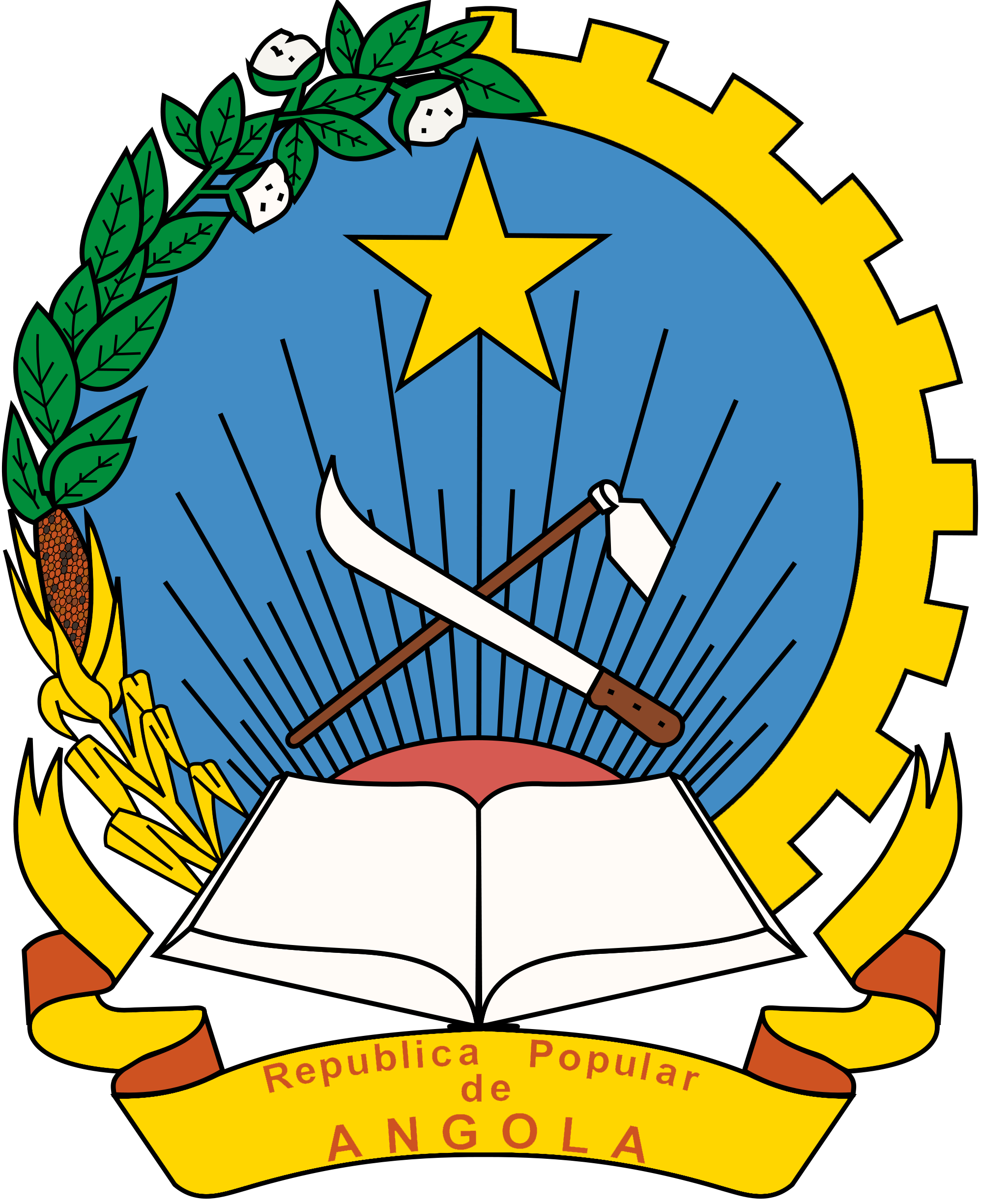
People's Republic of Angola
Mongolian People's Republic
South Yemen
Republic of South Vietnam
North Vietnam
SR Serbia
SR Montenegro
SR Croatia
SR Slovenia
SR Bosnia and Herzegovina
SR Macedonia
Russian SFSR
Ukrainian SSR
Byelorussian SSR
Lithuanian SSR
Estonian SSR
Latvian SSR
Armenian SSR
Azerbaijan SSR
Georgian SSR
Kazakh SSR
Uzbek SSR
Turkmen SSR
Tajik SSR
Kyrgyz Soviet Socialist Republic
Moldavian SSR
Karelo-Finnish SSR

- 匈牙利人民共和国
- 剛果人民共和國
- 莫桑比克人民共和国
- 衣索比亞人民民主共和國
- 安哥拉人民共和国
- 蒙古人民共和国
- 南也門
- 越南南方共和国
- 越南民主共和国
- 塞爾維亞社會主義共和國
- 蒙特內哥羅社會主義共和國
- 克羅埃西亞社會主義共和國
- 斯洛維尼亞社會主義共和國
- 社會主義共和國
- 馬其頓社會主義共和國
俄罗斯苏维埃联邦社会主义共和国
乌克兰苏维埃社会主义共和国
白俄罗斯苏维埃社会主义共和国
- 立陶宛蘇維埃社會主義共和國
爱沙尼亚苏维埃社会主义共和国
- 拉脫維亞蘇維埃社會主義共和國
- 亞美尼亞蘇維埃社會主義共和國
- 亞塞拜然蘇維埃社會主義共和國
- 哈薩克蘇維埃社會主義共和國
- 烏茲別克蘇維埃社會主義共和國
- 土库曼苏维埃社会主义共和国
- 塔吉克蘇維埃社會主義共和國
- 吉爾吉斯蘇維埃社會主義共和國
- 摩爾達維亞蘇維埃社會主義共和國
- 卡累利阿-芬蘭蘇維埃社會主義共和國
- 外高加索社会主义联邦苏维埃共和国
- 花剌子模人民苏维埃共和国
- 布哈拉人民苏维埃共和国
- 阿布哈兹社会主义苏维埃共和国

###### 官方意識形態非馬克思列寧主義的社會主義國家

Democratic People's Republic of Korea

#### 現存的使用社會主義紋章的國家和地區

##### 社會主義國家（聯合國會員國）

###### 官方意識形態為馬克思列寧主義的社會主義國家

People's Republic of China
Vietnam
Lao People's Democratic Republic

- 中华人民共和国
- 越南

##### 東歐劇變後的前社會主義國家（聯合國會員國）

###### 亞歐大陸

Islamic Emirate of Afghanistan
Kazakhstan
Tajikistan
Kyrgyzstan
Mongolia
North Macedonia
Belarus
Uzbekistan

- 阿富汗伊斯蘭酋長國
- 蒙古国
- 北馬其頓
- 白俄羅斯

###### 非洲大陸

Angola
Mozambique

- 安哥拉
- 莫桑比克

##### 非社會主義國家（聯合國會員國）

Italy
Guinea-Bissau
Nepal
Djibouti
Bangladesh
Sahrawi Arab Democratic Republic

- 義大利
- 尼泊尔
- 撒拉威阿拉伯民主共和國

##### 非聯合國會員國及其他地區徽章
- 卢甘斯克人民共和国
- 德涅斯特河沿岸
- 卡拉卡尔帕克斯坦
- 加告茲
- 香港
- 澳門

Lugansk People's Republic
Transnistria
Karakalpakstan
Gagauzia
Hong Kong
Macao
新义州特别行政区
佤邦
Altai Krai
Volgograd_Oblast
Mordovia
Bashkortostan
Adygea
Luhansk_Oblast
Chernivtsi Oblast
Kirovohrad Oblast

- 阿尔泰边疆区
- 伏尔加格勒州
- 莫尔多瓦共和国
- 巴什科尔托斯坦共和国
- 阿迪格共和国
- 盧甘斯克州
- 切爾諾夫策州
- 基洛夫格勒州

### 阿拉伯國家國徽

Iraq
Palestine
United Arab Emirates
Egypt
Yemen
Sudan
Jordan
Syria
Kuwait
Somalia
Mauritania
Qatar
Bahrain
Somaliland
Oman
Sahrawi Arab Democratic Republic
Morocco
Libya
Tunisia
Comoros
Saudi Arabia
Lebanon
Djibouti

- 阿拉伯国家国徽列表

图案多由薩拉丁之鷹和古莱什之鹰构成。
- 伊拉克
- 巴勒斯坦
- 阿联酋
- 埃及
- 葉門
- 苏丹
- 约旦
- 叙利亚
- 科威特
- 毛里塔尼亚
- 巴林
- 索馬利蘭
- 阿曼
- 撒拉威阿拉伯民主共和國
- 摩洛哥
- 利比亞
- 突尼西亞
- 沙烏地阿拉伯
- 黎巴嫩